# Pardubice (regio)
Pardubice (Tsjechisch: Pardubický kraj) is een Tsjechische bestuursregio in het oosten van Bohemen.
De hoofdstad is Pardubice.

## Geografie
- laagste punt: de Elbe nabij Kojice, 200 m

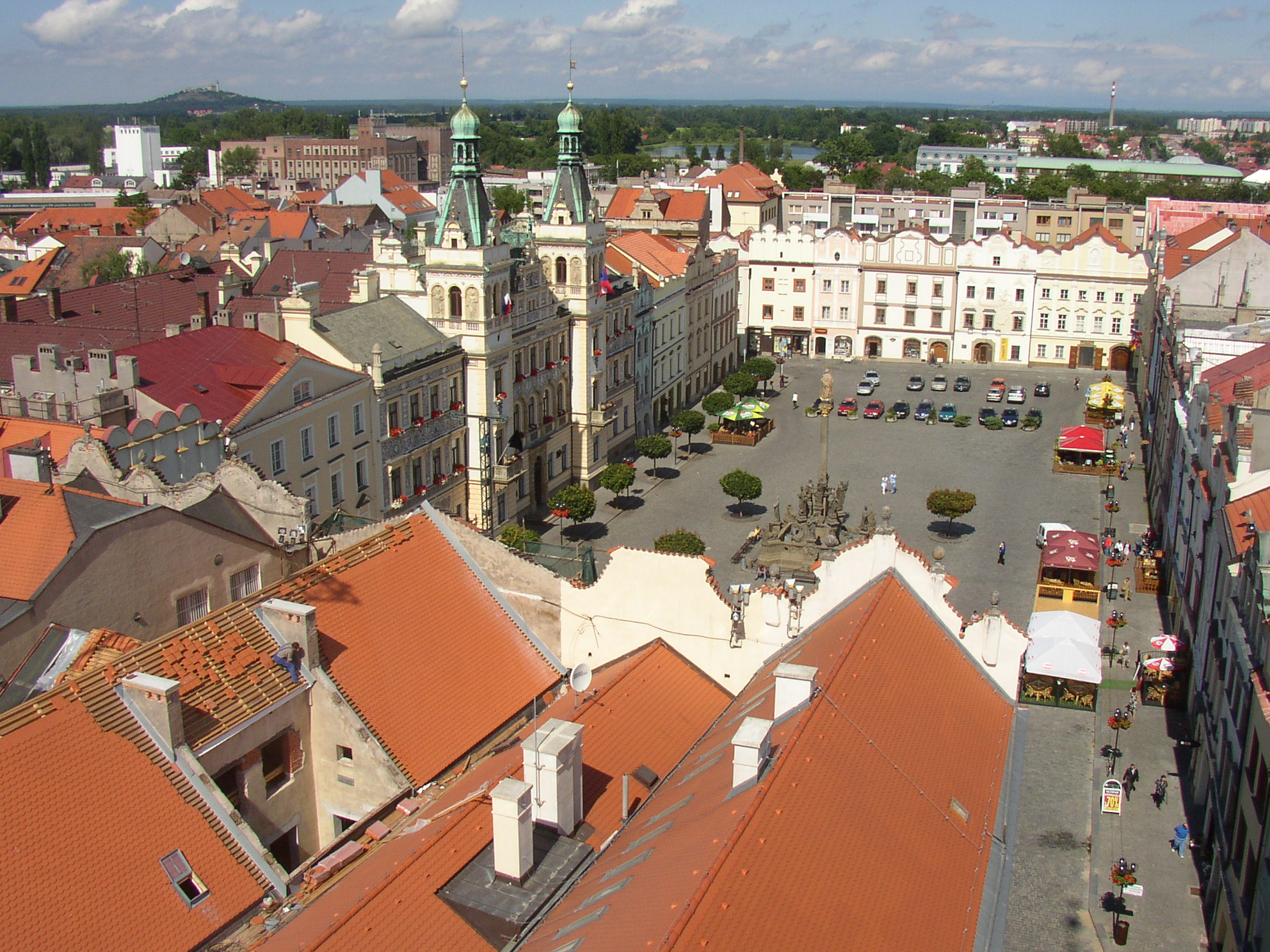
Plein in Pardubice

- hoogste punt: Glatzer, 1424 m